# Бад-Бентгайм
Бад-Бе́нтгайм (нім. Bad Bentheim) — місто в Німеччині, розташоване в землі Нижня Саксонія. Входить до складу району Графство Бентгайм. Містечко відоме термальними джерелами та видобутком пісковику. Визначною пам'яткою міста є замок Бентгайм. 
Площа — 100,16 км2. Населення становить 15 948 ос. (станом на 31 грудня 2021).

## Історія
Поселення вперше згадується в письмових джерелах у 1050 році як Binithem. Етимологія назви має декілька варіантів. Один з них — від назви трав'янистої рослини Binsen (ситника), що колись був поширений на болотяних вологих ландшафтах. Другий — назва пов'язана з германським племенем тубантів. 
Це ринкове місто протягом своєї історії було резиденцією місцевого графа та центром однойменного повіту. За часів Прусії з 1857 по 1973 в місті розміщувався центральний офіс окружного суду. У 1945 році британська військова адміністрація скасувала статус округу та перенесла його центр до міста Нордгорн.  
Замок Бентгайм відомий у письмових джерелах з 1116 року. У 1711 році на сірчаних джерелах міста був відкритий санаторний заклад. З 1865 року місто отримало статус самоврядного.  

## Галерея

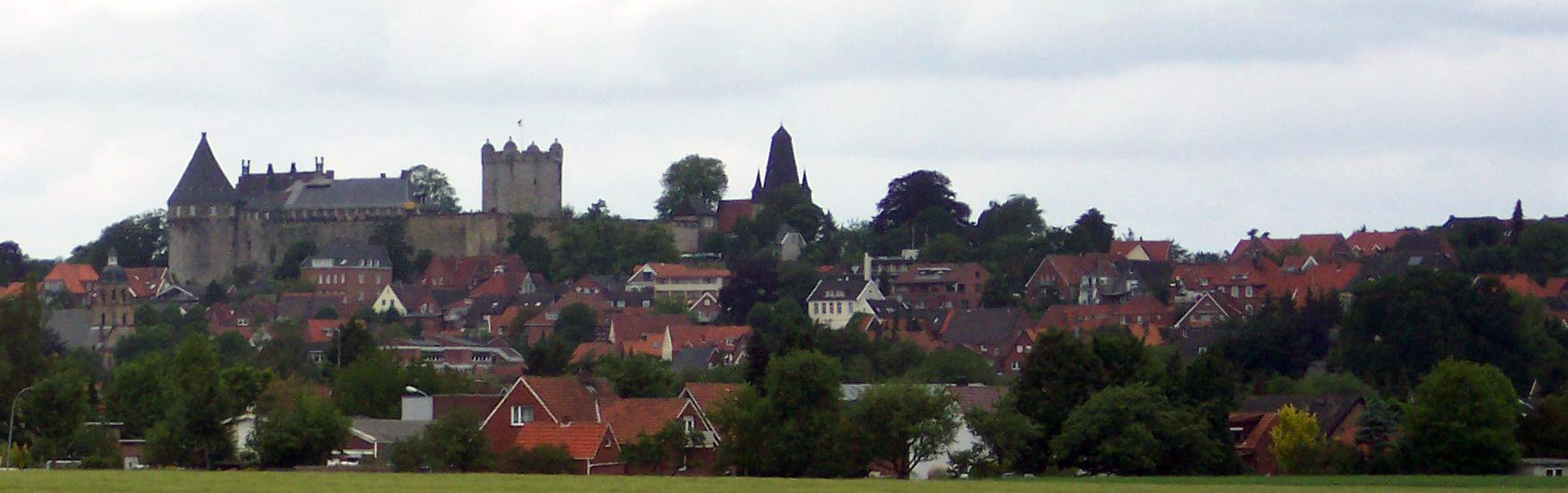
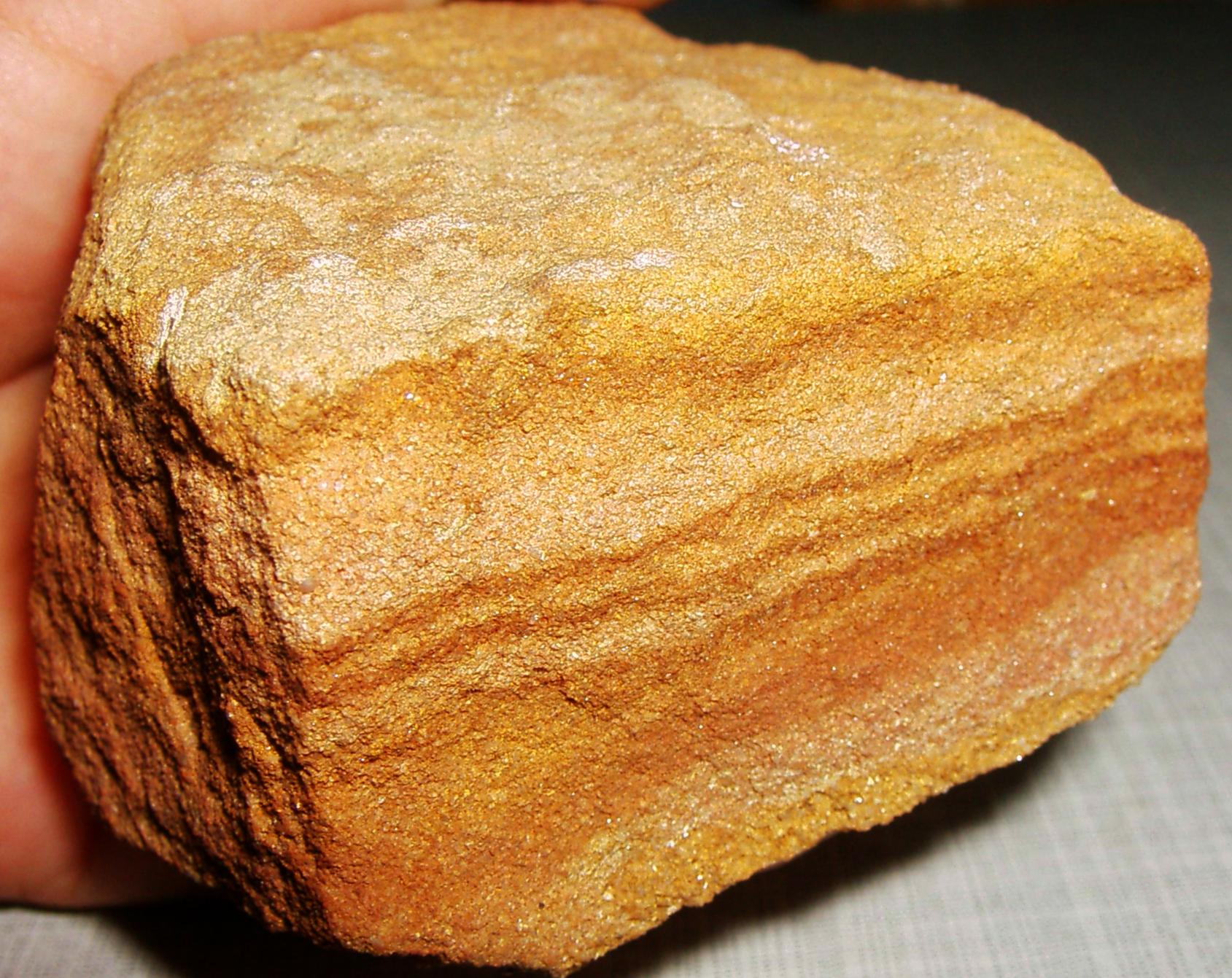
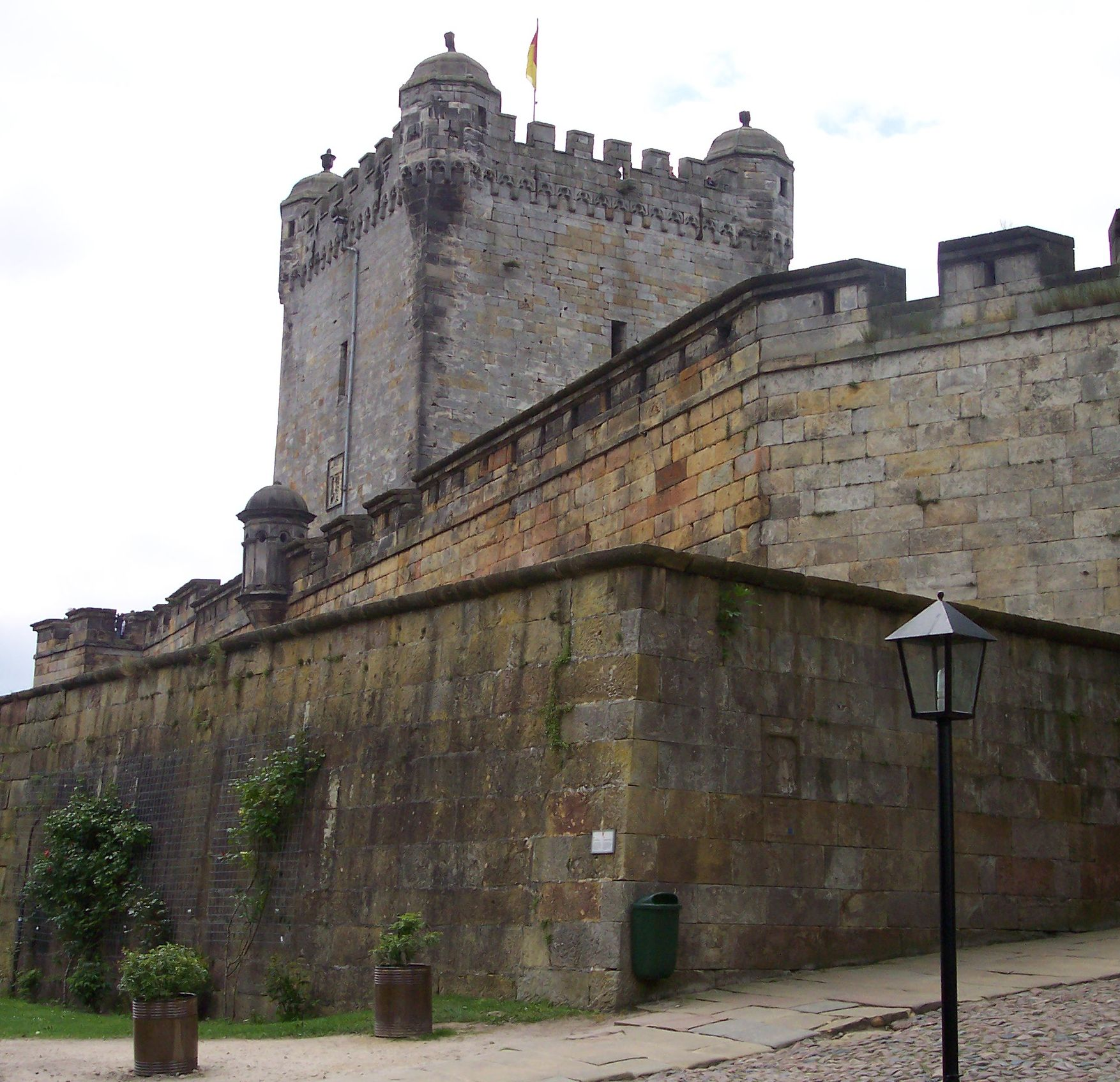
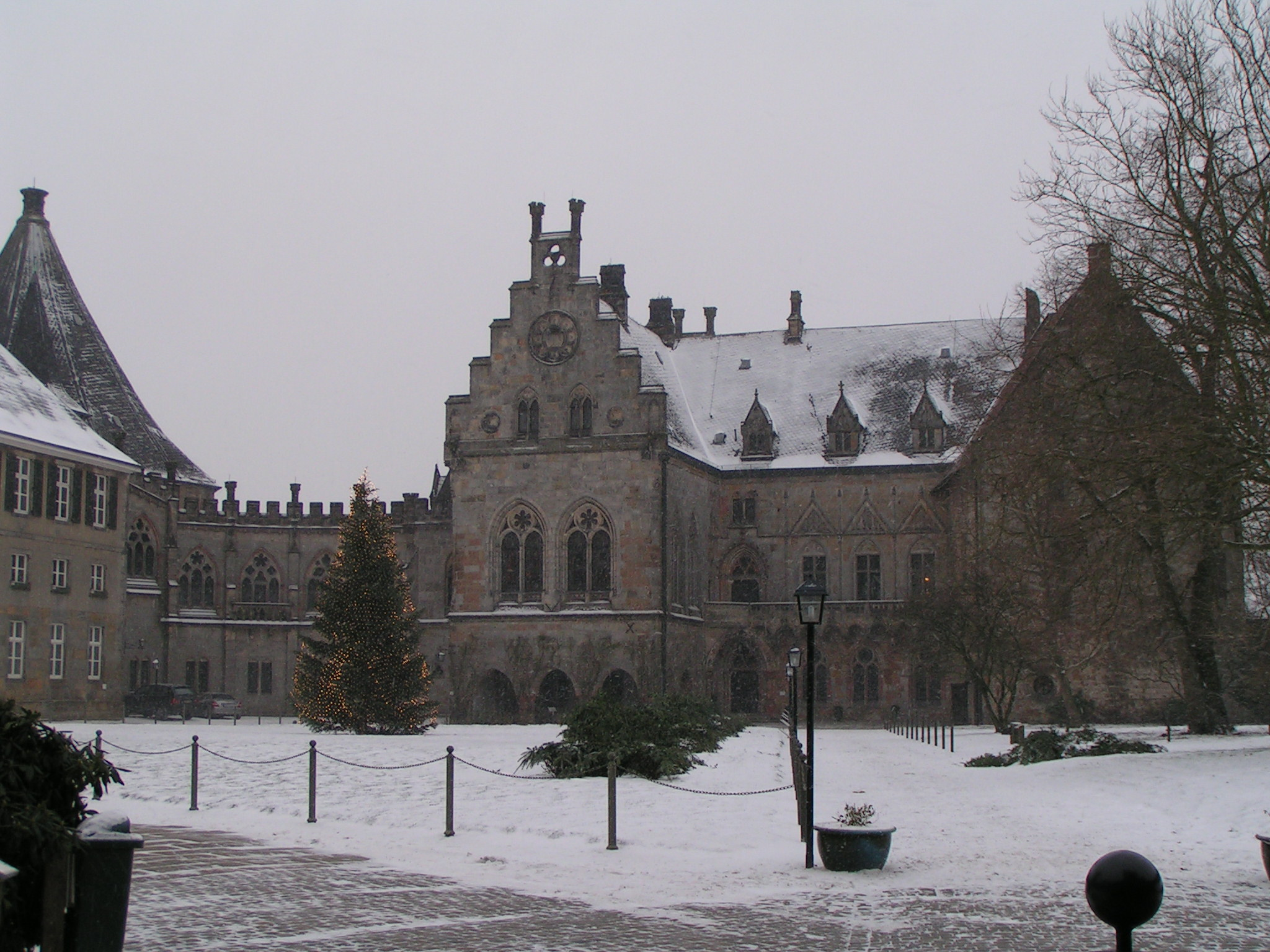
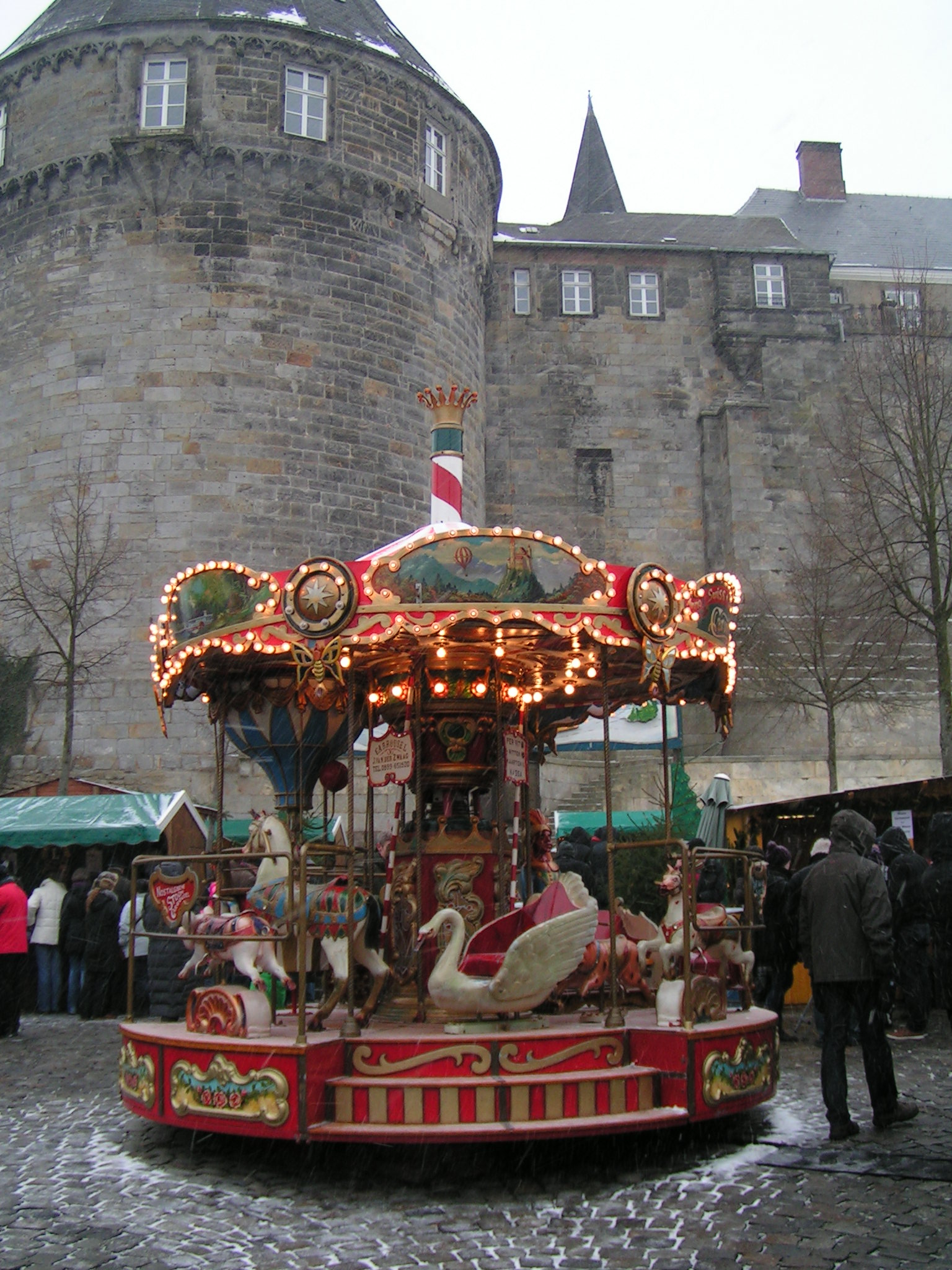
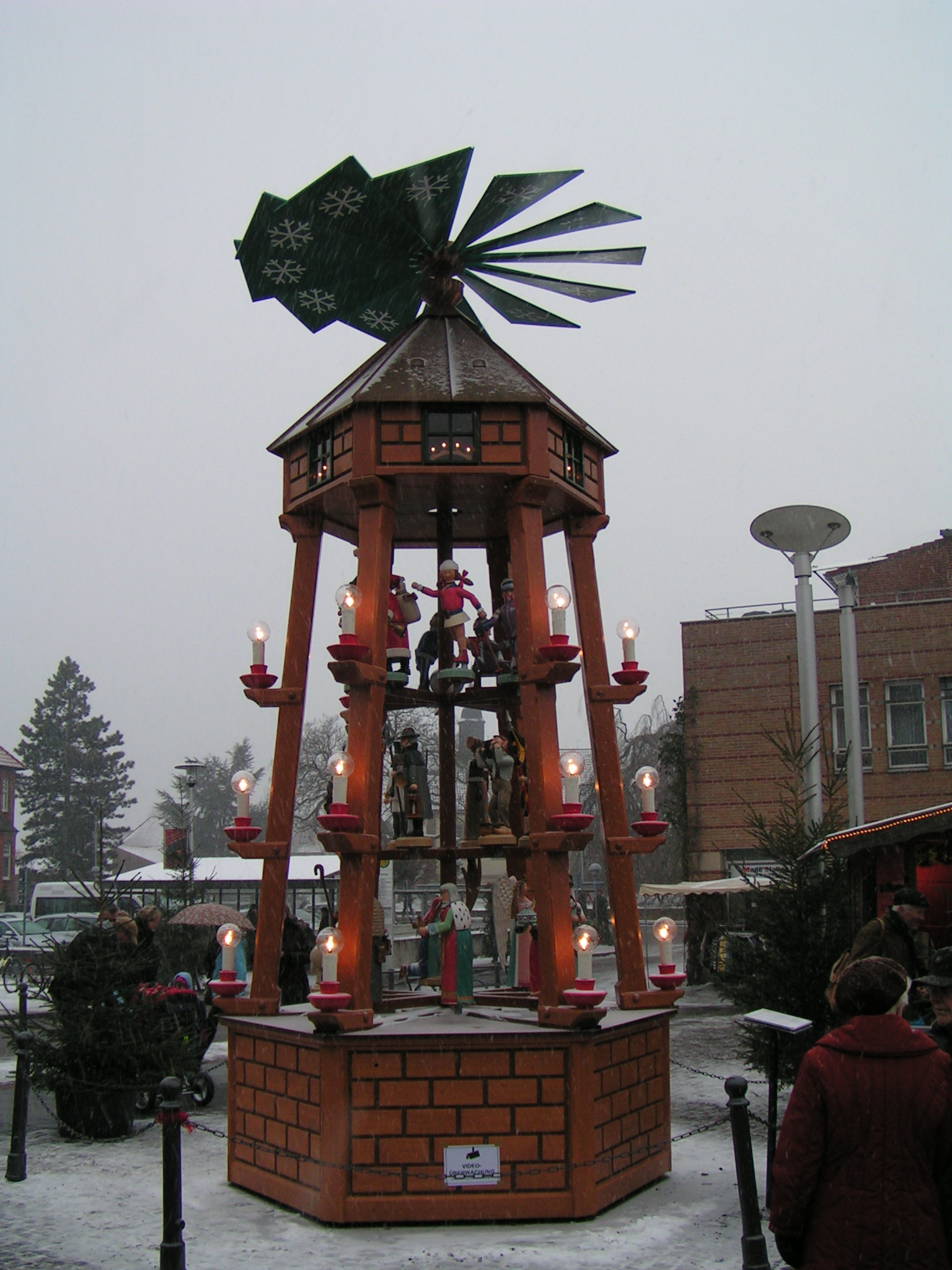